# پل گیمار
پل گیمار (فرانسوی: Paul Guimard‎؛ ۳ مارس ۱۹۲۱ – ۲ مهٔ ۲۰۰۴) نویسنده اهل فرانسه بود.
وی همچنین برندهٔ جوایزی همچون جایزه انترالیه شده‌است.